# Tophouse
Tophouse,  connu aussi sous le nom de Tophouse Settlement, est une localité rurale du district de Tasman, située dans l'île du Sud de la Nouvelle-Zélande.

## Situation
Elle est localisée à 8 km au nord-est de la ville de Saint Arnaud.

## Toponymie
Elle a été dénommée d'après un hôtel établis à cet endroit au XIXe siècle pour desservir le centre de service des conducteur de troupeaux (en), qui faisaient transiter leurs moutons entre la région de Canterbury et celle de Marlborough.

## Histoire
L’hôtel est toujours en fonction aujourd'hui et a une histoire comprenant un double suicide en octobre 1894 (voir en dessous).
Pendant de nombreuses années, "Tophouse" a fait référence spécifiquement à cet hôtel, mais le nom a aussi été utilisé pour faire référence en général à l’entourage et le 20 février 2001, le  New Zealand Geographic Board a assigné le nom de "Tophouse Settlement" au secteur.

## Accès
Tophouse est localisé près du trajet de la route State Highway 63/S H 63 (en) .
Il y a eu aussi des plans pour établir une jonction significative du chemin de fer au niveau de Tophouse.
Un projet de 1880 pour un parcours de la ligne principale nord de l’île du Sud (en) à partir de Christchurch vers la région de  Marlborough et la ville de Nelson proposait une extension de la ligne de la branche de Waiau (en) puis un embranchement ferroviaire se terminait à Culverden) via la localité de Hanmer Springs allant vers Tophouse, avec l’idée ensuite, de construire une branche descendant la vallée du fleuve Wairau vers la cité de Blenheim et une autre vers la ville de Nelson.
Cette proposition resta en considération jusqu’en 1930, quand un trajet costal via Parnassus et Kaikoura fut choisi à la place de cette route plus intérieure passant par Tophouse.

## La Tragédie de Tophouse
Ce qui est connu sous le nom de «Tragédie de Tophouse» survint en octobre 1894, quand les propriétaires de l’hôtel, Nathaniel et Louisa Longney, furent partis en direction de Blenheim, ayant laissé à leur cousin, John Lane, la charge du commerce et à la gouvernante Miss Catherine Wylie, la charge de surveiller leurs trois enfants.
Le frère de Mrs Longney, un Mr William (Bill) Bateman, qui était dit avoir essayé en vain de faire la cour à Miss Wylie, entendit parler de cet arrangement et apparemment était devenu jaloux.
Bill se dirigea vers l'hôtel de Tophouse, arrivant dans la soirée du 4 octobre 1984, et convint avec John d’aller chasser le lapin avec lui.
Il tua par arme à feu John dans le dos de la tête, et tira son corps dans les buissons.
Bateman fit alors les 300 m jusqu’à proximité de la station du télégraphe et demanda au télégraphiste, Mr William Wallis, que Mr Lane veuille lui parler.
Quand Wallis accompagna Bateman, il fut lui aussi abattu et son corps fut caché sous une couverture de cheval.
Durant la nuit, Bateman menaça de façon répétée Miss Wylie, (qui s’était enfermée elle-même dans la station de télégraphe, essayant d’appeler de l’aide), mais finalement il n’abattit pas aussi la jeune femme .
Quand la police arriva l'après midi suivant, ayant été alertée par les tentatives de Mrs Wallis pour appeler de l'aide, ils trouvèrent Bateman sur la véranda de l'hôtel, s’étant tiré sur lui-même dans la tête avec son fusil de chasse .
Pour accomplir cela, il avait retiré ses chaussures et placé son orteil sur la gâchette, mettant le canon de son fusil sous son menton.
Le tir passa à travers sa tête et le trou du blast peut toujours être visible sur le plafond de la véranda même encore aujourd'hui: incluant les assignations avec le nom du village de Tophouse,.